# Iberoromán nyelvek
Az iberoromán nyelvek a nyugati újlatin nyelvek egyik csoportja, amelybe a hispaniai latinból az Ibériai-félsziget területén kialakult újlatin nyelvek tartoznak. Két további csoportra oszlanak: keletire és nyugatira; legközelebbi rokonaik a galloromán nyelvek és a szárd.
Az iberoromán megjelölés földrajzi jellegű, ebből adódóan egyes nyelvek besorolása nem egyértelmű: a katalán nyelvtanilag a galloromán nyelvekhez, azon belül is az okcitánhoz áll a legközelebb; más források viszont ez alapján éppen az okcitánt sorolják az iberoromán nyelvekhez.

## Főbb közös jellemzőik
- A többes számot a nyugati újlatin nyelvekre jellemzően -(e)s hozzáadásával képzik.
- A szóközi [p, t, k] mássalhangzók zöngés réshanggá váltak.
- Keleten a latin szókezdő cl-, fl-, pl- csoportok megmaradtak; a nyugaton palatalizálódtak és új hangok alakultak ki belőlük (spanyol ll, portugál és galiciai ch);
- Számos szóközi mássalhangzócsoport – nyelvenként különböző mértékben – leegyszerűsödött, illetve palatalizálódott, aminek következtében új hangok keletkeztek.
- A legnyugatibb és legdélibb portugál kivételével eltűnt a b és v megkülönböztetése.

## Csoportosításuk
- Nyugati újlatin nyelvek
  - Iberoromán nyelvek[2]
    - Nyugati csoport
      - Portugál-galiciai
        - portugál[1]
        - galiciai[1]

      - asztur-leóni[1]
      - spanyol (kasztíliai)[1]
      - aragóniai

    - Keleti csoport
      - katalán

 megjegyzés: Az Ethnologue szerinti csoportosítás némileg eltér a fenti nyelvészetitől.